# Takikawa
Takikawa (滝川市; -shi) é uma cidade japonesa localizada na subprovíncia de Sorachi, na província de Hokkaido.
Em 2003 a cidade tinha uma população estimada em 45 977 habitantes e uma densidade populacional de 396,97 h/km². Tem uma área total de 115,82 km².

Recebeu o estatuto de cidade a 1 de Julho de 1958.

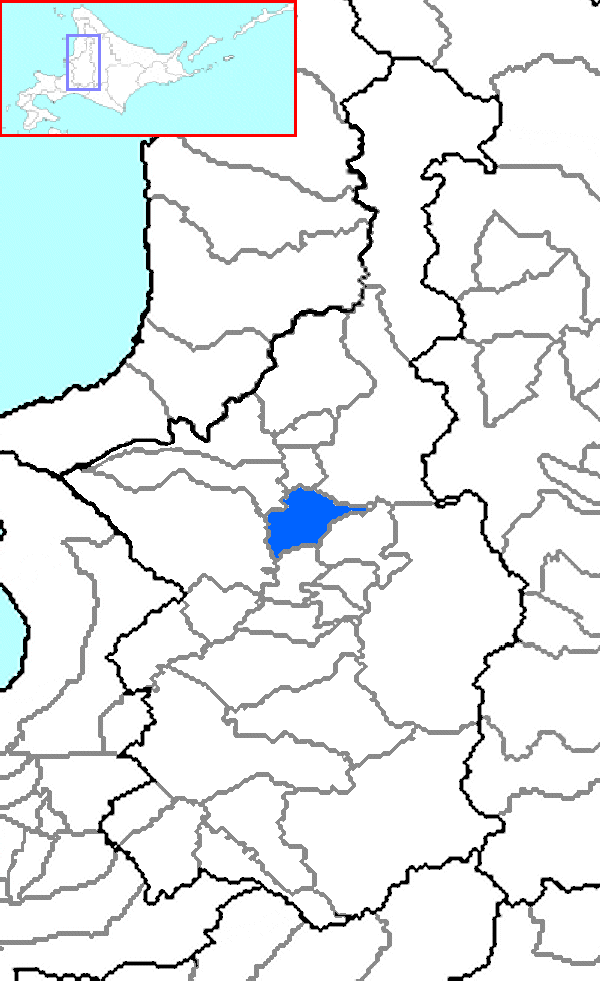